# Eremiti camaldolesi di Monte Corona
Gli eremiti camaldolesi di Monte Corona (in latino Congregatio eremitarum camaldulensium Montis Coronae) sono un istituto religioso maschile di diritto pontificio: i monaci di quest'ordine, detti coronesi, pospongono al loro nome la sigla E.C.M.C.

## Storia
L'istituto nacque all'interno della congregazione camaldolese dell'ordine benedettino, di cui però non fanno parte, essendo una congregazione indipendente. Nel 1520 il monaco di Camaldoli Paolo Giustiniani, desiderando condurre una vita più solitaria e più austera, si ritirò nell'eremo di monte Corona (presso Perugia); papa Leone X concesse a Giustiniani di fondare altri eremi e nel 1524 papa Clemente VII riconobbe formalmente la Compagnia degli eremiti di San Romualdo, resa pienamente autonomia dalla congregazione camaldolese il 7 maggio 1529.
Nel 1809, veniva eletto Maggiore e nel 1811 Priore dell’Eremo di Monte Corona Padre Mariano Pichelli uomo non solo di cultura, ma persona estremamente buona e caritatevole portata per vocazione e carattere ad aiutare gli ultimi e i reietti della società.
Attualmente l'eremo di monte Corona, ovvero il monastero dell'Assunta Incoronata, ospita una comunità della Famiglia monastica di Betlemme, dell'Assunzione della Vergine Maria e di San Bruno.

## Attività e diffusione
Gli eremiti coronesi si dedicano alla preghiera contemplativa.
Sono presenti in Italia (nell'eremo della Santissima Annunziata di Monte Rua, nell'eremo Tuscolano, nell'eremo di San Girolamo a Pascelupo): il moderatore supremo, che porta il titolo di "padre maggiore", risiede presso l'eremo Tuscolano di monte Porzio Catone, presso Frascati.
Alla fine del 2015 l'istituto contava 62 religiosi (31 dei quali sacerdoti) in 9 case.